# Graur unicolor
Graurul unicolor (Sturnus unicolor)  este o pasăre din ordinul paseriformelor, familia graurilor, Sturnidae. Este strâns înrudit cu graurul comun (S. vulgaris), dar are o zonă mult mai restrânsă, limitată la Peninsula Iberică, nord-vestul Africii, sudul Franței și insulele Sicilia, Corsica și Sardinia. Este în mare parte non-migratoare.

## Taxonomie și sistematică
După recenta scindare a genului Sturnus, această specie și graurul comun sunt singurele specii păstrate în gen. Hibrizii cu grarul comun se găsesc ocazional acolo unde zonele de reproducere se suprapun în nord-estul Spaniei.

## Galerie

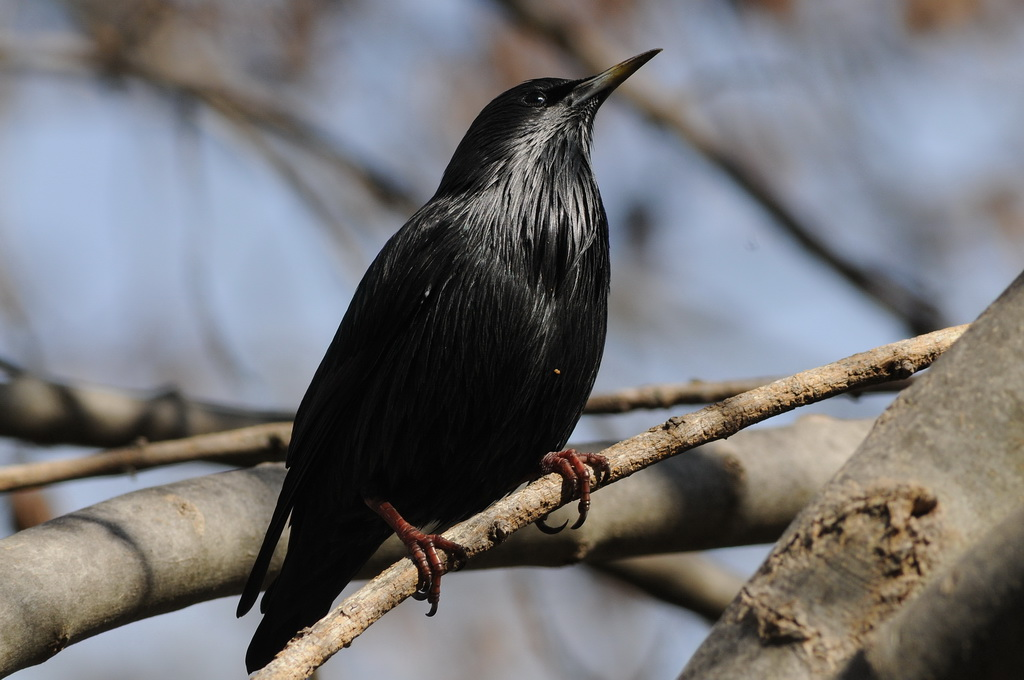
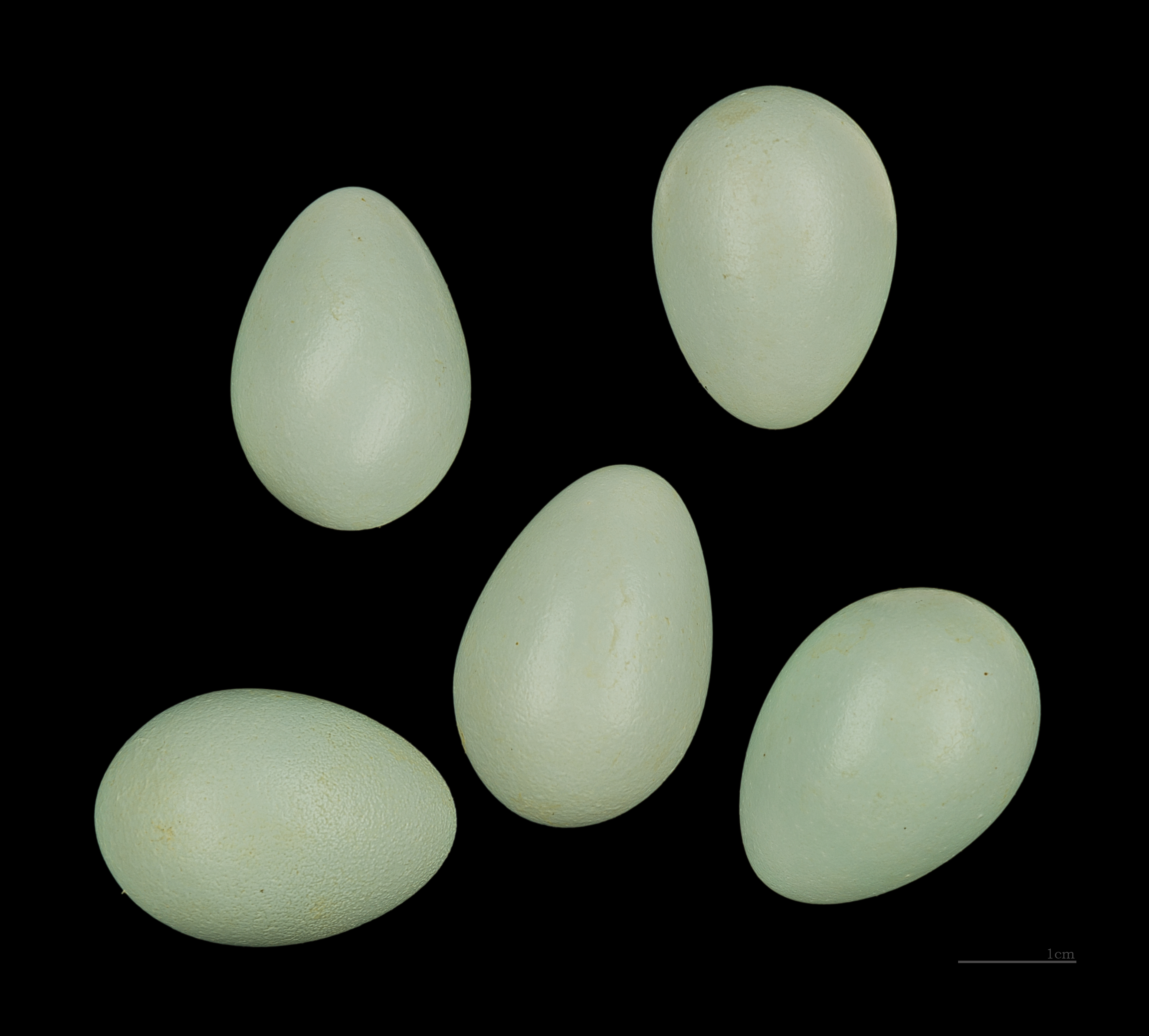
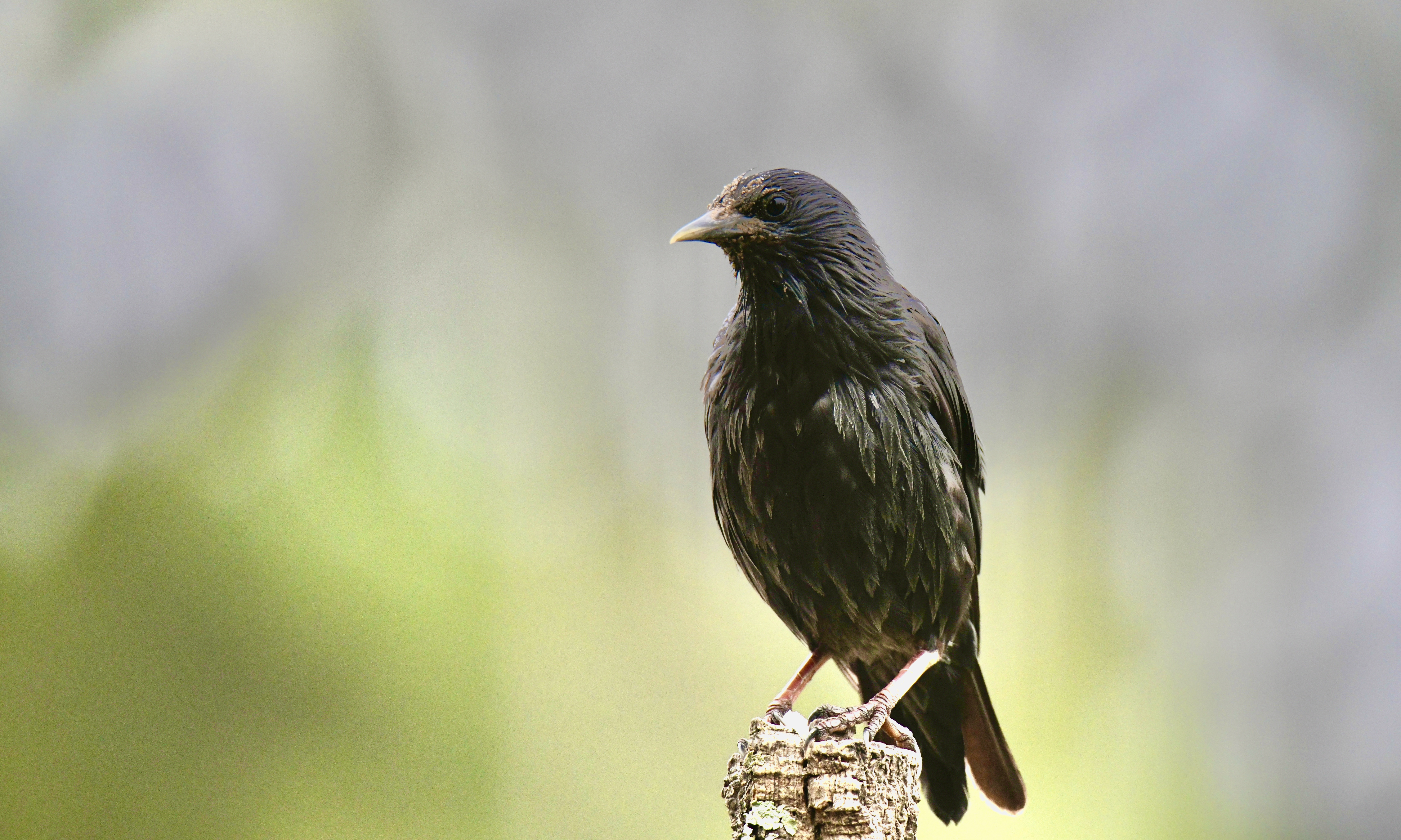